# Felsritzungen im Vallée aux Noirs
Die Felsritzungen im Vallée aux Noirs liegen nordöstlich des Ortes Buthiers, östlich von Malesherbes am Rand des Départements Seine-et-Marne in Frankreich. Eine digitale Vermessungskampagne, die 2013 im Wald von Fontainebleau durchgeführt wurde, führte zur Entdeckung der Felsritzungen von Buthiers, eines bedeutenden Gravurpaneels, bestehend aus einer kreuzschraffierten Axt, einem anthropomorphen Motiv und zwei Motiven, die als unbemannte Boote interpretiert werden. 
Die Motive fanden sich auf einem riesigen Sandsteinblock, der durch Erosion am Rande des kleinen Trockentals Vallée aux Noirs am rechten Ufer der Essonne freigelegt wurde. Das Merkmal besteht in einer Sedimentanhäufung am Fuß der Wand, die die Basis des Axtgriffs und der anthropomorphen Darstellung bedeckt. Photogrammetrische und fotografische Vermessungen unter rotierender Beleuchtung ermöglichten eine Erfassung der Daten, die zu einem dreidimensionalen Modell der chronologischen Beziehungen führten.
Das Axtmotiv steht links neben der anthropomorphen Darstellung. Die Taille der großen anthropomorphen Darstellung verläuft parallel zum Boden, entlang einer natürlichen Bruchkante. Die bewusste Verwendung eines natürlichen Merkmals wiederholt sich im oberen Teil der Komposition nicht. Sie stellt eine Nase, Augen, vermutlich einen Bart und zehn federähnliche Motive dar, die sich symmetrisch von den Brauen zu beiden Seiten der Achse, die durch das Zentrum der Figur gebildet wird, nach oben auffächern. Beobachtungen zeigen, dass die Gravur von oben nach unten erstellt wurde.
Analogien zwischen dieser und anderen Darstellungen auf Felsen und Stelen der Region deuten darauf hin, dass dies der Normalfall ist. Obwohl das Gesicht dem von der nahegelegenen Felsritzung von Le Closeau (bei Nanteau-sur-Essonne) ähnelt, macht der „Bart“ diese Erscheinung einzigartig. Darüber hinaus ist ein viereckiges Schild auf der Brust der älteste Teil des Motivs. Der untere Teil der Figur ist immer noch von der Sedimentanhäufung verdeckt.
Das sehr kleine „Boot 1“ wird durch eine durchgehende Linie gebildet, die eine symmetrische Sichel bildet. Die Darstellung, die teilweise den natürlichen Felsfalten folgt, scheint absichtlich der Figur zugeneigt zu sein, deren rechte Seite die linke des Motivs berührt. Das Zeichen ähnelt auch zumeist hoch gehaltenen Darstellungen symmetrischer Gefäße.

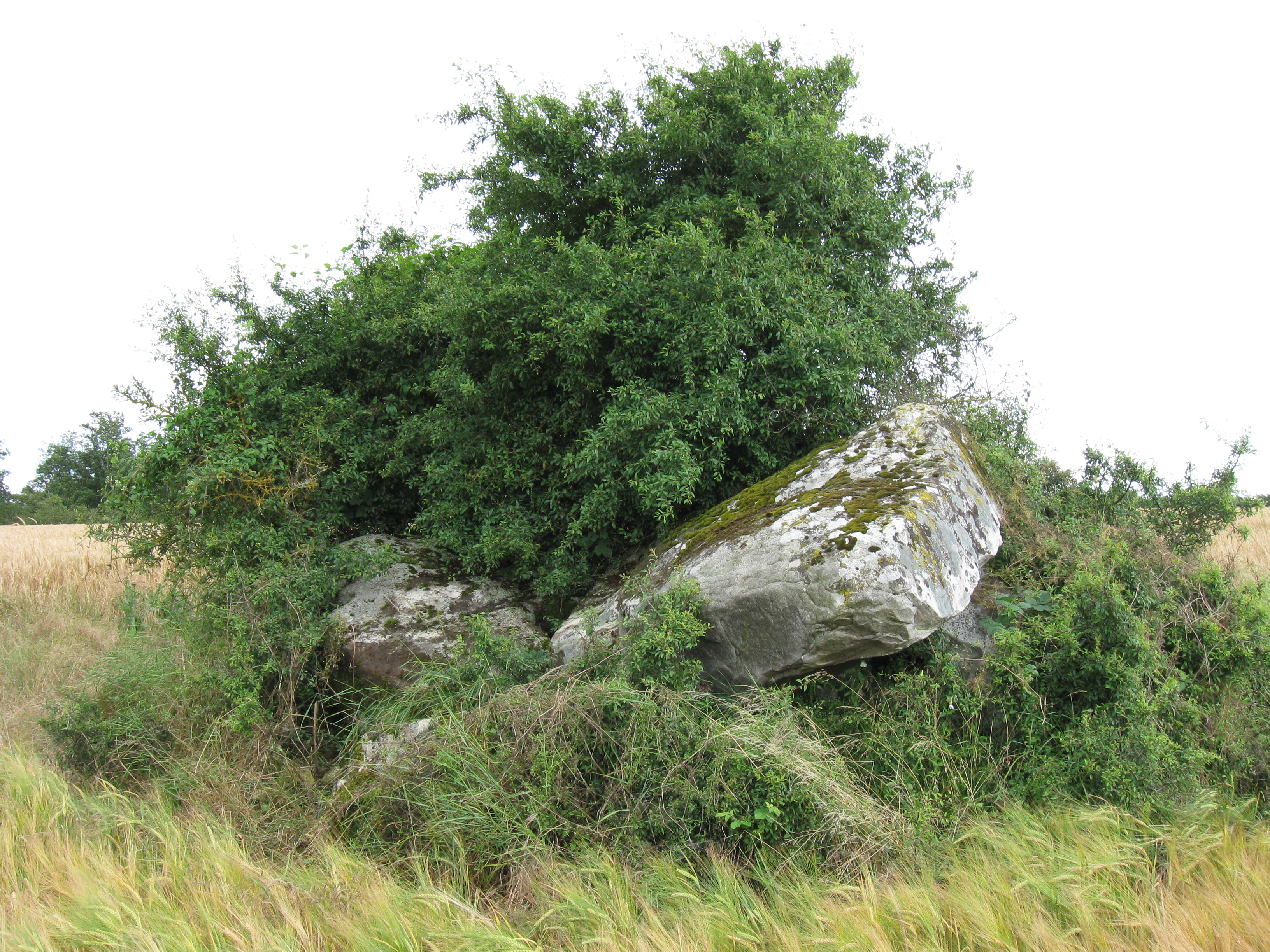
Dolmen de la Roche aux Loups

Das „Boot 1“ genannte Motiv wird rechts vom größeren, asymmetrischen Halbmond „Boot 2“ begleitet. An seinen oberen Enden sind Zeichen hinzugefügt worden, eines im rechten Winkel und eines in der Nähe des rechten Höhepunktes, wo es einen schnabelartigen Haken bildet. Die Darstellung sitzt auf der natürlichen Bruchkante, die sich wie eine Welle durch alle Motive krümmt. Die Art der Darstellung führt dazu, das Motiv als Boot zu interpretieren, dessen Winkeligkeit suggeriert, dass es aus genähten Planken besteht und dessen rechter Vorsprung eine Paddeldarstellung suggeriert.
In Buthiers liegt auch der Dolmen de la Roche aux Loups.